# Katori

Katori (香取市 Katori-shi?), este un municipiu din Japonia, prefectura Chiba.